# NGC 1299
NGC 1299 is een spiraalvormig sterrenstelsel in het sterrenbeeld Eridanus. Het hemelobject werd op 27 januari 1785 ontdekt door de Duits-Britse astronoom William Herschel.

## Synoniemen
- PGC 12466
- MCG 1-9-28
- KUG 0317-064
- IRAS 03176-0626